# Saint-Sulpice-de-Ruffec
Saint-Sulpice-de-Ruffec é uma comuna francesa na região administrativa da Nova Aquitânia, no departamento de Charente. Estende-se por uma área de 2,38 km². Em 2010 a comuna tinha 31 habitantes (densidade: 13 hab./km²).